# Alberto Mari (scacchista)
Alberto Mari (Ferrara, 13 giugno 1882 – Ferrara, 26 agosto 1953) è stato un compositore di scacchi italiano.
Nel maggio 1921 si affermò con un problema in due mosse che vinse il primo premio della rivista Good Companion e dopo di allora ottenne numerosi successi in importanti concorsi internazionali. Fu campione del Good Companion nel 1924. Nel 1928 fu in testa alla graduatoria mondiale dei problemisti premiati in quell'anno.
Collaborò alle riviste L'Alfiere di Re e L'Italia Scacchistica come redattore della sezione problemi. Scrisse molti articoli teorici, in particolare sul tema del cambio nei problemi a minaccia, da lui interpretato in problemi magistrali, diventati dei classici. Scrisse un capitolo di aggiornamento per l'edizione del 1953 del Manuale di Luigi Miliani.
Il problemista Oscar Bonivento ha raccolto 460 suoi problemi nel libro L'opera compositiva di Alberto Mari (ed. L'Italia Scacchistica, Milano, 1999).
Il "tema Mari", un'idea tematica del due mosse, prende il suo nome: la chiave schioda un pezzo bianco (che minaccia matto) ma ne inchioda un altro; la difesa nera crea un'inchiodatura indiretta impedendo la minaccia ma provoca la schiodatura dell'altro pezzo che dà matto.
Tre suoi problemi:
|   | a | b | c | d | e | f | g | h |   |
| 8 | c8 torre del bianco · f8 alfiere del bianco · d7 pedone del nero · e7 cavallo del nero · f7 donna del nero · a6 alfiere del nero · b5 torre del nero · e5 cavallo del bianco · h5 torre del bianco · d4 re del nero · b3 torre del nero · d3 pedone del nero · f3 donna del bianco · d2 cavallo del bianco · f2 re del bianco | c8 torre del bianco · f8 alfiere del bianco · d7 pedone del nero · e7 cavallo del nero · f7 donna del nero · a6 alfiere del nero · b5 torre del nero · e5 cavallo del bianco · h5 torre del bianco · d4 re del nero · b3 torre del nero · d3 pedone del nero · f3 donna del bianco · d2 cavallo del bianco · f2 re del bianco | c8 torre del bianco · f8 alfiere del bianco · d7 pedone del nero · e7 cavallo del nero · f7 donna del nero · a6 alfiere del nero · b5 torre del nero · e5 cavallo del bianco · h5 torre del bianco · d4 re del nero · b3 torre del nero · d3 pedone del nero · f3 donna del bianco · d2 cavallo del bianco · f2 re del bianco | c8 torre del bianco · f8 alfiere del bianco · d7 pedone del nero · e7 cavallo del nero · f7 donna del nero · a6 alfiere del nero · b5 torre del nero · e5 cavallo del bianco · h5 torre del bianco · d4 re del nero · b3 torre del nero · d3 pedone del nero · f3 donna del bianco · d2 cavallo del bianco · f2 re del bianco | c8 torre del bianco · f8 alfiere del bianco · d7 pedone del nero · e7 cavallo del nero · f7 donna del nero · a6 alfiere del nero · b5 torre del nero · e5 cavallo del bianco · h5 torre del bianco · d4 re del nero · b3 torre del nero · d3 pedone del nero · f3 donna del bianco · d2 cavallo del bianco · f2 re del bianco | c8 torre del bianco · f8 alfiere del bianco · d7 pedone del nero · e7 cavallo del nero · f7 donna del nero · a6 alfiere del nero · b5 torre del nero · e5 cavallo del bianco · h5 torre del bianco · d4 re del nero · b3 torre del nero · d3 pedone del nero · f3 donna del bianco · d2 cavallo del bianco · f2 re del bianco | c8 torre del bianco · f8 alfiere del bianco · d7 pedone del nero · e7 cavallo del nero · f7 donna del nero · a6 alfiere del nero · b5 torre del nero · e5 cavallo del bianco · h5 torre del bianco · d4 re del nero · b3 torre del nero · d3 pedone del nero · f3 donna del bianco · d2 cavallo del bianco · f2 re del bianco | c8 torre del bianco · f8 alfiere del bianco · d7 pedone del nero · e7 cavallo del nero · f7 donna del nero · a6 alfiere del nero · b5 torre del nero · e5 cavallo del bianco · h5 torre del bianco · d4 re del nero · b3 torre del nero · d3 pedone del nero · f3 donna del bianco · d2 cavallo del bianco · f2 re del bianco | 8 |
| 7 | c8 torre del bianco · f8 alfiere del bianco · d7 pedone del nero · e7 cavallo del nero · f7 donna del nero · a6 alfiere del nero · b5 torre del nero · e5 cavallo del bianco · h5 torre del bianco · d4 re del nero · b3 torre del nero · d3 pedone del nero · f3 donna del bianco · d2 cavallo del bianco · f2 re del bianco | c8 torre del bianco · f8 alfiere del bianco · d7 pedone del nero · e7 cavallo del nero · f7 donna del nero · a6 alfiere del nero · b5 torre del nero · e5 cavallo del bianco · h5 torre del bianco · d4 re del nero · b3 torre del nero · d3 pedone del nero · f3 donna del bianco · d2 cavallo del bianco · f2 re del bianco | c8 torre del bianco · f8 alfiere del bianco · d7 pedone del nero · e7 cavallo del nero · f7 donna del nero · a6 alfiere del nero · b5 torre del nero · e5 cavallo del bianco · h5 torre del bianco · d4 re del nero · b3 torre del nero · d3 pedone del nero · f3 donna del bianco · d2 cavallo del bianco · f2 re del bianco | c8 torre del bianco · f8 alfiere del bianco · d7 pedone del nero · e7 cavallo del nero · f7 donna del nero · a6 alfiere del nero · b5 torre del nero · e5 cavallo del bianco · h5 torre del bianco · d4 re del nero · b3 torre del nero · d3 pedone del nero · f3 donna del bianco · d2 cavallo del bianco · f2 re del bianco | c8 torre del bianco · f8 alfiere del bianco · d7 pedone del nero · e7 cavallo del nero · f7 donna del nero · a6 alfiere del nero · b5 torre del nero · e5 cavallo del bianco · h5 torre del bianco · d4 re del nero · b3 torre del nero · d3 pedone del nero · f3 donna del bianco · d2 cavallo del bianco · f2 re del bianco | c8 torre del bianco · f8 alfiere del bianco · d7 pedone del nero · e7 cavallo del nero · f7 donna del nero · a6 alfiere del nero · b5 torre del nero · e5 cavallo del bianco · h5 torre del bianco · d4 re del nero · b3 torre del nero · d3 pedone del nero · f3 donna del bianco · d2 cavallo del bianco · f2 re del bianco | c8 torre del bianco · f8 alfiere del bianco · d7 pedone del nero · e7 cavallo del nero · f7 donna del nero · a6 alfiere del nero · b5 torre del nero · e5 cavallo del bianco · h5 torre del bianco · d4 re del nero · b3 torre del nero · d3 pedone del nero · f3 donna del bianco · d2 cavallo del bianco · f2 re del bianco | c8 torre del bianco · f8 alfiere del bianco · d7 pedone del nero · e7 cavallo del nero · f7 donna del nero · a6 alfiere del nero · b5 torre del nero · e5 cavallo del bianco · h5 torre del bianco · d4 re del nero · b3 torre del nero · d3 pedone del nero · f3 donna del bianco · d2 cavallo del bianco · f2 re del bianco | 7 |
| 6 | c8 torre del bianco · f8 alfiere del bianco · d7 pedone del nero · e7 cavallo del nero · f7 donna del nero · a6 alfiere del nero · b5 torre del nero · e5 cavallo del bianco · h5 torre del bianco · d4 re del nero · b3 torre del nero · d3 pedone del nero · f3 donna del bianco · d2 cavallo del bianco · f2 re del bianco | c8 torre del bianco · f8 alfiere del bianco · d7 pedone del nero · e7 cavallo del nero · f7 donna del nero · a6 alfiere del nero · b5 torre del nero · e5 cavallo del bianco · h5 torre del bianco · d4 re del nero · b3 torre del nero · d3 pedone del nero · f3 donna del bianco · d2 cavallo del bianco · f2 re del bianco | c8 torre del bianco · f8 alfiere del bianco · d7 pedone del nero · e7 cavallo del nero · f7 donna del nero · a6 alfiere del nero · b5 torre del nero · e5 cavallo del bianco · h5 torre del bianco · d4 re del nero · b3 torre del nero · d3 pedone del nero · f3 donna del bianco · d2 cavallo del bianco · f2 re del bianco | c8 torre del bianco · f8 alfiere del bianco · d7 pedone del nero · e7 cavallo del nero · f7 donna del nero · a6 alfiere del nero · b5 torre del nero · e5 cavallo del bianco · h5 torre del bianco · d4 re del nero · b3 torre del nero · d3 pedone del nero · f3 donna del bianco · d2 cavallo del bianco · f2 re del bianco | c8 torre del bianco · f8 alfiere del bianco · d7 pedone del nero · e7 cavallo del nero · f7 donna del nero · a6 alfiere del nero · b5 torre del nero · e5 cavallo del bianco · h5 torre del bianco · d4 re del nero · b3 torre del nero · d3 pedone del nero · f3 donna del bianco · d2 cavallo del bianco · f2 re del bianco | c8 torre del bianco · f8 alfiere del bianco · d7 pedone del nero · e7 cavallo del nero · f7 donna del nero · a6 alfiere del nero · b5 torre del nero · e5 cavallo del bianco · h5 torre del bianco · d4 re del nero · b3 torre del nero · d3 pedone del nero · f3 donna del bianco · d2 cavallo del bianco · f2 re del bianco | c8 torre del bianco · f8 alfiere del bianco · d7 pedone del nero · e7 cavallo del nero · f7 donna del nero · a6 alfiere del nero · b5 torre del nero · e5 cavallo del bianco · h5 torre del bianco · d4 re del nero · b3 torre del nero · d3 pedone del nero · f3 donna del bianco · d2 cavallo del bianco · f2 re del bianco | c8 torre del bianco · f8 alfiere del bianco · d7 pedone del nero · e7 cavallo del nero · f7 donna del nero · a6 alfiere del nero · b5 torre del nero · e5 cavallo del bianco · h5 torre del bianco · d4 re del nero · b3 torre del nero · d3 pedone del nero · f3 donna del bianco · d2 cavallo del bianco · f2 re del bianco | 6 |
| 5 | c8 torre del bianco · f8 alfiere del bianco · d7 pedone del nero · e7 cavallo del nero · f7 donna del nero · a6 alfiere del nero · b5 torre del nero · e5 cavallo del bianco · h5 torre del bianco · d4 re del nero · b3 torre del nero · d3 pedone del nero · f3 donna del bianco · d2 cavallo del bianco · f2 re del bianco | c8 torre del bianco · f8 alfiere del bianco · d7 pedone del nero · e7 cavallo del nero · f7 donna del nero · a6 alfiere del nero · b5 torre del nero · e5 cavallo del bianco · h5 torre del bianco · d4 re del nero · b3 torre del nero · d3 pedone del nero · f3 donna del bianco · d2 cavallo del bianco · f2 re del bianco | c8 torre del bianco · f8 alfiere del bianco · d7 pedone del nero · e7 cavallo del nero · f7 donna del nero · a6 alfiere del nero · b5 torre del nero · e5 cavallo del bianco · h5 torre del bianco · d4 re del nero · b3 torre del nero · d3 pedone del nero · f3 donna del bianco · d2 cavallo del bianco · f2 re del bianco | c8 torre del bianco · f8 alfiere del bianco · d7 pedone del nero · e7 cavallo del nero · f7 donna del nero · a6 alfiere del nero · b5 torre del nero · e5 cavallo del bianco · h5 torre del bianco · d4 re del nero · b3 torre del nero · d3 pedone del nero · f3 donna del bianco · d2 cavallo del bianco · f2 re del bianco | c8 torre del bianco · f8 alfiere del bianco · d7 pedone del nero · e7 cavallo del nero · f7 donna del nero · a6 alfiere del nero · b5 torre del nero · e5 cavallo del bianco · h5 torre del bianco · d4 re del nero · b3 torre del nero · d3 pedone del nero · f3 donna del bianco · d2 cavallo del bianco · f2 re del bianco | c8 torre del bianco · f8 alfiere del bianco · d7 pedone del nero · e7 cavallo del nero · f7 donna del nero · a6 alfiere del nero · b5 torre del nero · e5 cavallo del bianco · h5 torre del bianco · d4 re del nero · b3 torre del nero · d3 pedone del nero · f3 donna del bianco · d2 cavallo del bianco · f2 re del bianco | c8 torre del bianco · f8 alfiere del bianco · d7 pedone del nero · e7 cavallo del nero · f7 donna del nero · a6 alfiere del nero · b5 torre del nero · e5 cavallo del bianco · h5 torre del bianco · d4 re del nero · b3 torre del nero · d3 pedone del nero · f3 donna del bianco · d2 cavallo del bianco · f2 re del bianco | c8 torre del bianco · f8 alfiere del bianco · d7 pedone del nero · e7 cavallo del nero · f7 donna del nero · a6 alfiere del nero · b5 torre del nero · e5 cavallo del bianco · h5 torre del bianco · d4 re del nero · b3 torre del nero · d3 pedone del nero · f3 donna del bianco · d2 cavallo del bianco · f2 re del bianco | 5 |
| 4 | c8 torre del bianco · f8 alfiere del bianco · d7 pedone del nero · e7 cavallo del nero · f7 donna del nero · a6 alfiere del nero · b5 torre del nero · e5 cavallo del bianco · h5 torre del bianco · d4 re del nero · b3 torre del nero · d3 pedone del nero · f3 donna del bianco · d2 cavallo del bianco · f2 re del bianco | c8 torre del bianco · f8 alfiere del bianco · d7 pedone del nero · e7 cavallo del nero · f7 donna del nero · a6 alfiere del nero · b5 torre del nero · e5 cavallo del bianco · h5 torre del bianco · d4 re del nero · b3 torre del nero · d3 pedone del nero · f3 donna del bianco · d2 cavallo del bianco · f2 re del bianco | c8 torre del bianco · f8 alfiere del bianco · d7 pedone del nero · e7 cavallo del nero · f7 donna del nero · a6 alfiere del nero · b5 torre del nero · e5 cavallo del bianco · h5 torre del bianco · d4 re del nero · b3 torre del nero · d3 pedone del nero · f3 donna del bianco · d2 cavallo del bianco · f2 re del bianco | c8 torre del bianco · f8 alfiere del bianco · d7 pedone del nero · e7 cavallo del nero · f7 donna del nero · a6 alfiere del nero · b5 torre del nero · e5 cavallo del bianco · h5 torre del bianco · d4 re del nero · b3 torre del nero · d3 pedone del nero · f3 donna del bianco · d2 cavallo del bianco · f2 re del bianco | c8 torre del bianco · f8 alfiere del bianco · d7 pedone del nero · e7 cavallo del nero · f7 donna del nero · a6 alfiere del nero · b5 torre del nero · e5 cavallo del bianco · h5 torre del bianco · d4 re del nero · b3 torre del nero · d3 pedone del nero · f3 donna del bianco · d2 cavallo del bianco · f2 re del bianco | c8 torre del bianco · f8 alfiere del bianco · d7 pedone del nero · e7 cavallo del nero · f7 donna del nero · a6 alfiere del nero · b5 torre del nero · e5 cavallo del bianco · h5 torre del bianco · d4 re del nero · b3 torre del nero · d3 pedone del nero · f3 donna del bianco · d2 cavallo del bianco · f2 re del bianco | c8 torre del bianco · f8 alfiere del bianco · d7 pedone del nero · e7 cavallo del nero · f7 donna del nero · a6 alfiere del nero · b5 torre del nero · e5 cavallo del bianco · h5 torre del bianco · d4 re del nero · b3 torre del nero · d3 pedone del nero · f3 donna del bianco · d2 cavallo del bianco · f2 re del bianco | c8 torre del bianco · f8 alfiere del bianco · d7 pedone del nero · e7 cavallo del nero · f7 donna del nero · a6 alfiere del nero · b5 torre del nero · e5 cavallo del bianco · h5 torre del bianco · d4 re del nero · b3 torre del nero · d3 pedone del nero · f3 donna del bianco · d2 cavallo del bianco · f2 re del bianco | 4 |
| 3 | c8 torre del bianco · f8 alfiere del bianco · d7 pedone del nero · e7 cavallo del nero · f7 donna del nero · a6 alfiere del nero · b5 torre del nero · e5 cavallo del bianco · h5 torre del bianco · d4 re del nero · b3 torre del nero · d3 pedone del nero · f3 donna del bianco · d2 cavallo del bianco · f2 re del bianco | c8 torre del bianco · f8 alfiere del bianco · d7 pedone del nero · e7 cavallo del nero · f7 donna del nero · a6 alfiere del nero · b5 torre del nero · e5 cavallo del bianco · h5 torre del bianco · d4 re del nero · b3 torre del nero · d3 pedone del nero · f3 donna del bianco · d2 cavallo del bianco · f2 re del bianco | c8 torre del bianco · f8 alfiere del bianco · d7 pedone del nero · e7 cavallo del nero · f7 donna del nero · a6 alfiere del nero · b5 torre del nero · e5 cavallo del bianco · h5 torre del bianco · d4 re del nero · b3 torre del nero · d3 pedone del nero · f3 donna del bianco · d2 cavallo del bianco · f2 re del bianco | c8 torre del bianco · f8 alfiere del bianco · d7 pedone del nero · e7 cavallo del nero · f7 donna del nero · a6 alfiere del nero · b5 torre del nero · e5 cavallo del bianco · h5 torre del bianco · d4 re del nero · b3 torre del nero · d3 pedone del nero · f3 donna del bianco · d2 cavallo del bianco · f2 re del bianco | c8 torre del bianco · f8 alfiere del bianco · d7 pedone del nero · e7 cavallo del nero · f7 donna del nero · a6 alfiere del nero · b5 torre del nero · e5 cavallo del bianco · h5 torre del bianco · d4 re del nero · b3 torre del nero · d3 pedone del nero · f3 donna del bianco · d2 cavallo del bianco · f2 re del bianco | c8 torre del bianco · f8 alfiere del bianco · d7 pedone del nero · e7 cavallo del nero · f7 donna del nero · a6 alfiere del nero · b5 torre del nero · e5 cavallo del bianco · h5 torre del bianco · d4 re del nero · b3 torre del nero · d3 pedone del nero · f3 donna del bianco · d2 cavallo del bianco · f2 re del bianco | c8 torre del bianco · f8 alfiere del bianco · d7 pedone del nero · e7 cavallo del nero · f7 donna del nero · a6 alfiere del nero · b5 torre del nero · e5 cavallo del bianco · h5 torre del bianco · d4 re del nero · b3 torre del nero · d3 pedone del nero · f3 donna del bianco · d2 cavallo del bianco · f2 re del bianco | c8 torre del bianco · f8 alfiere del bianco · d7 pedone del nero · e7 cavallo del nero · f7 donna del nero · a6 alfiere del nero · b5 torre del nero · e5 cavallo del bianco · h5 torre del bianco · d4 re del nero · b3 torre del nero · d3 pedone del nero · f3 donna del bianco · d2 cavallo del bianco · f2 re del bianco | 3 |
| 2 | c8 torre del bianco · f8 alfiere del bianco · d7 pedone del nero · e7 cavallo del nero · f7 donna del nero · a6 alfiere del nero · b5 torre del nero · e5 cavallo del bianco · h5 torre del bianco · d4 re del nero · b3 torre del nero · d3 pedone del nero · f3 donna del bianco · d2 cavallo del bianco · f2 re del bianco | c8 torre del bianco · f8 alfiere del bianco · d7 pedone del nero · e7 cavallo del nero · f7 donna del nero · a6 alfiere del nero · b5 torre del nero · e5 cavallo del bianco · h5 torre del bianco · d4 re del nero · b3 torre del nero · d3 pedone del nero · f3 donna del bianco · d2 cavallo del bianco · f2 re del bianco | c8 torre del bianco · f8 alfiere del bianco · d7 pedone del nero · e7 cavallo del nero · f7 donna del nero · a6 alfiere del nero · b5 torre del nero · e5 cavallo del bianco · h5 torre del bianco · d4 re del nero · b3 torre del nero · d3 pedone del nero · f3 donna del bianco · d2 cavallo del bianco · f2 re del bianco | c8 torre del bianco · f8 alfiere del bianco · d7 pedone del nero · e7 cavallo del nero · f7 donna del nero · a6 alfiere del nero · b5 torre del nero · e5 cavallo del bianco · h5 torre del bianco · d4 re del nero · b3 torre del nero · d3 pedone del nero · f3 donna del bianco · d2 cavallo del bianco · f2 re del bianco | c8 torre del bianco · f8 alfiere del bianco · d7 pedone del nero · e7 cavallo del nero · f7 donna del nero · a6 alfiere del nero · b5 torre del nero · e5 cavallo del bianco · h5 torre del bianco · d4 re del nero · b3 torre del nero · d3 pedone del nero · f3 donna del bianco · d2 cavallo del bianco · f2 re del bianco | c8 torre del bianco · f8 alfiere del bianco · d7 pedone del nero · e7 cavallo del nero · f7 donna del nero · a6 alfiere del nero · b5 torre del nero · e5 cavallo del bianco · h5 torre del bianco · d4 re del nero · b3 torre del nero · d3 pedone del nero · f3 donna del bianco · d2 cavallo del bianco · f2 re del bianco | c8 torre del bianco · f8 alfiere del bianco · d7 pedone del nero · e7 cavallo del nero · f7 donna del nero · a6 alfiere del nero · b5 torre del nero · e5 cavallo del bianco · h5 torre del bianco · d4 re del nero · b3 torre del nero · d3 pedone del nero · f3 donna del bianco · d2 cavallo del bianco · f2 re del bianco | c8 torre del bianco · f8 alfiere del bianco · d7 pedone del nero · e7 cavallo del nero · f7 donna del nero · a6 alfiere del nero · b5 torre del nero · e5 cavallo del bianco · h5 torre del bianco · d4 re del nero · b3 torre del nero · d3 pedone del nero · f3 donna del bianco · d2 cavallo del bianco · f2 re del bianco | 2 |
| 1 | c8 torre del bianco · f8 alfiere del bianco · d7 pedone del nero · e7 cavallo del nero · f7 donna del nero · a6 alfiere del nero · b5 torre del nero · e5 cavallo del bianco · h5 torre del bianco · d4 re del nero · b3 torre del nero · d3 pedone del nero · f3 donna del bianco · d2 cavallo del bianco · f2 re del bianco | c8 torre del bianco · f8 alfiere del bianco · d7 pedone del nero · e7 cavallo del nero · f7 donna del nero · a6 alfiere del nero · b5 torre del nero · e5 cavallo del bianco · h5 torre del bianco · d4 re del nero · b3 torre del nero · d3 pedone del nero · f3 donna del bianco · d2 cavallo del bianco · f2 re del bianco | c8 torre del bianco · f8 alfiere del bianco · d7 pedone del nero · e7 cavallo del nero · f7 donna del nero · a6 alfiere del nero · b5 torre del nero · e5 cavallo del bianco · h5 torre del bianco · d4 re del nero · b3 torre del nero · d3 pedone del nero · f3 donna del bianco · d2 cavallo del bianco · f2 re del bianco | c8 torre del bianco · f8 alfiere del bianco · d7 pedone del nero · e7 cavallo del nero · f7 donna del nero · a6 alfiere del nero · b5 torre del nero · e5 cavallo del bianco · h5 torre del bianco · d4 re del nero · b3 torre del nero · d3 pedone del nero · f3 donna del bianco · d2 cavallo del bianco · f2 re del bianco | c8 torre del bianco · f8 alfiere del bianco · d7 pedone del nero · e7 cavallo del nero · f7 donna del nero · a6 alfiere del nero · b5 torre del nero · e5 cavallo del bianco · h5 torre del bianco · d4 re del nero · b3 torre del nero · d3 pedone del nero · f3 donna del bianco · d2 cavallo del bianco · f2 re del bianco | c8 torre del bianco · f8 alfiere del bianco · d7 pedone del nero · e7 cavallo del nero · f7 donna del nero · a6 alfiere del nero · b5 torre del nero · e5 cavallo del bianco · h5 torre del bianco · d4 re del nero · b3 torre del nero · d3 pedone del nero · f3 donna del bianco · d2 cavallo del bianco · f2 re del bianco | c8 torre del bianco · f8 alfiere del bianco · d7 pedone del nero · e7 cavallo del nero · f7 donna del nero · a6 alfiere del nero · b5 torre del nero · e5 cavallo del bianco · h5 torre del bianco · d4 re del nero · b3 torre del nero · d3 pedone del nero · f3 donna del bianco · d2 cavallo del bianco · f2 re del bianco | c8 torre del bianco · f8 alfiere del bianco · d7 pedone del nero · e7 cavallo del nero · f7 donna del nero · a6 alfiere del nero · b5 torre del nero · e5 cavallo del bianco · h5 torre del bianco · d4 re del nero · b3 torre del nero · d3 pedone del nero · f3 donna del bianco · d2 cavallo del bianco · f2 re del bianco | 1 |
|   | a | b | c | d | e | f | g | h |   |

Soluzione:
Chiave: 1. Ag7!  (min. 2. Cc6#)
1. ...Dd5 2. De3#

1. ...Td5 2. Cxb3#

1. ...Cd5 2. Tc4#

1. ... d5 2. Cxf7#

1. ...Dxg7 2. Tc4#

1. ...Dxf3+ 2. Cxf3#

1. ...Cf5 2. De4#

|   | a | b | c | d | e | f | g | h |   |
| 8 | e7 pedone del nero · b6 cavallo del bianco · c6 cavallo del bianco · e6 pedone del bianco · h6 re del bianco · a3 pedone del nero · c3 re del nero · d3 pedone del nero · e3 alfiere del bianco · h3 torre del bianco · a2 torre del bianco · c2 pedone del bianco · f2 pedone del bianco · c1 torre del nero · d1 alfiere del bianco | e7 pedone del nero · b6 cavallo del bianco · c6 cavallo del bianco · e6 pedone del bianco · h6 re del bianco · a3 pedone del nero · c3 re del nero · d3 pedone del nero · e3 alfiere del bianco · h3 torre del bianco · a2 torre del bianco · c2 pedone del bianco · f2 pedone del bianco · c1 torre del nero · d1 alfiere del bianco | e7 pedone del nero · b6 cavallo del bianco · c6 cavallo del bianco · e6 pedone del bianco · h6 re del bianco · a3 pedone del nero · c3 re del nero · d3 pedone del nero · e3 alfiere del bianco · h3 torre del bianco · a2 torre del bianco · c2 pedone del bianco · f2 pedone del bianco · c1 torre del nero · d1 alfiere del bianco | e7 pedone del nero · b6 cavallo del bianco · c6 cavallo del bianco · e6 pedone del bianco · h6 re del bianco · a3 pedone del nero · c3 re del nero · d3 pedone del nero · e3 alfiere del bianco · h3 torre del bianco · a2 torre del bianco · c2 pedone del bianco · f2 pedone del bianco · c1 torre del nero · d1 alfiere del bianco | e7 pedone del nero · b6 cavallo del bianco · c6 cavallo del bianco · e6 pedone del bianco · h6 re del bianco · a3 pedone del nero · c3 re del nero · d3 pedone del nero · e3 alfiere del bianco · h3 torre del bianco · a2 torre del bianco · c2 pedone del bianco · f2 pedone del bianco · c1 torre del nero · d1 alfiere del bianco | e7 pedone del nero · b6 cavallo del bianco · c6 cavallo del bianco · e6 pedone del bianco · h6 re del bianco · a3 pedone del nero · c3 re del nero · d3 pedone del nero · e3 alfiere del bianco · h3 torre del bianco · a2 torre del bianco · c2 pedone del bianco · f2 pedone del bianco · c1 torre del nero · d1 alfiere del bianco | e7 pedone del nero · b6 cavallo del bianco · c6 cavallo del bianco · e6 pedone del bianco · h6 re del bianco · a3 pedone del nero · c3 re del nero · d3 pedone del nero · e3 alfiere del bianco · h3 torre del bianco · a2 torre del bianco · c2 pedone del bianco · f2 pedone del bianco · c1 torre del nero · d1 alfiere del bianco | e7 pedone del nero · b6 cavallo del bianco · c6 cavallo del bianco · e6 pedone del bianco · h6 re del bianco · a3 pedone del nero · c3 re del nero · d3 pedone del nero · e3 alfiere del bianco · h3 torre del bianco · a2 torre del bianco · c2 pedone del bianco · f2 pedone del bianco · c1 torre del nero · d1 alfiere del bianco | 8 |
| 7 | e7 pedone del nero · b6 cavallo del bianco · c6 cavallo del bianco · e6 pedone del bianco · h6 re del bianco · a3 pedone del nero · c3 re del nero · d3 pedone del nero · e3 alfiere del bianco · h3 torre del bianco · a2 torre del bianco · c2 pedone del bianco · f2 pedone del bianco · c1 torre del nero · d1 alfiere del bianco | e7 pedone del nero · b6 cavallo del bianco · c6 cavallo del bianco · e6 pedone del bianco · h6 re del bianco · a3 pedone del nero · c3 re del nero · d3 pedone del nero · e3 alfiere del bianco · h3 torre del bianco · a2 torre del bianco · c2 pedone del bianco · f2 pedone del bianco · c1 torre del nero · d1 alfiere del bianco | e7 pedone del nero · b6 cavallo del bianco · c6 cavallo del bianco · e6 pedone del bianco · h6 re del bianco · a3 pedone del nero · c3 re del nero · d3 pedone del nero · e3 alfiere del bianco · h3 torre del bianco · a2 torre del bianco · c2 pedone del bianco · f2 pedone del bianco · c1 torre del nero · d1 alfiere del bianco | e7 pedone del nero · b6 cavallo del bianco · c6 cavallo del bianco · e6 pedone del bianco · h6 re del bianco · a3 pedone del nero · c3 re del nero · d3 pedone del nero · e3 alfiere del bianco · h3 torre del bianco · a2 torre del bianco · c2 pedone del bianco · f2 pedone del bianco · c1 torre del nero · d1 alfiere del bianco | e7 pedone del nero · b6 cavallo del bianco · c6 cavallo del bianco · e6 pedone del bianco · h6 re del bianco · a3 pedone del nero · c3 re del nero · d3 pedone del nero · e3 alfiere del bianco · h3 torre del bianco · a2 torre del bianco · c2 pedone del bianco · f2 pedone del bianco · c1 torre del nero · d1 alfiere del bianco | e7 pedone del nero · b6 cavallo del bianco · c6 cavallo del bianco · e6 pedone del bianco · h6 re del bianco · a3 pedone del nero · c3 re del nero · d3 pedone del nero · e3 alfiere del bianco · h3 torre del bianco · a2 torre del bianco · c2 pedone del bianco · f2 pedone del bianco · c1 torre del nero · d1 alfiere del bianco | e7 pedone del nero · b6 cavallo del bianco · c6 cavallo del bianco · e6 pedone del bianco · h6 re del bianco · a3 pedone del nero · c3 re del nero · d3 pedone del nero · e3 alfiere del bianco · h3 torre del bianco · a2 torre del bianco · c2 pedone del bianco · f2 pedone del bianco · c1 torre del nero · d1 alfiere del bianco | e7 pedone del nero · b6 cavallo del bianco · c6 cavallo del bianco · e6 pedone del bianco · h6 re del bianco · a3 pedone del nero · c3 re del nero · d3 pedone del nero · e3 alfiere del bianco · h3 torre del bianco · a2 torre del bianco · c2 pedone del bianco · f2 pedone del bianco · c1 torre del nero · d1 alfiere del bianco | 7 |
| 6 | e7 pedone del nero · b6 cavallo del bianco · c6 cavallo del bianco · e6 pedone del bianco · h6 re del bianco · a3 pedone del nero · c3 re del nero · d3 pedone del nero · e3 alfiere del bianco · h3 torre del bianco · a2 torre del bianco · c2 pedone del bianco · f2 pedone del bianco · c1 torre del nero · d1 alfiere del bianco | e7 pedone del nero · b6 cavallo del bianco · c6 cavallo del bianco · e6 pedone del bianco · h6 re del bianco · a3 pedone del nero · c3 re del nero · d3 pedone del nero · e3 alfiere del bianco · h3 torre del bianco · a2 torre del bianco · c2 pedone del bianco · f2 pedone del bianco · c1 torre del nero · d1 alfiere del bianco | e7 pedone del nero · b6 cavallo del bianco · c6 cavallo del bianco · e6 pedone del bianco · h6 re del bianco · a3 pedone del nero · c3 re del nero · d3 pedone del nero · e3 alfiere del bianco · h3 torre del bianco · a2 torre del bianco · c2 pedone del bianco · f2 pedone del bianco · c1 torre del nero · d1 alfiere del bianco | e7 pedone del nero · b6 cavallo del bianco · c6 cavallo del bianco · e6 pedone del bianco · h6 re del bianco · a3 pedone del nero · c3 re del nero · d3 pedone del nero · e3 alfiere del bianco · h3 torre del bianco · a2 torre del bianco · c2 pedone del bianco · f2 pedone del bianco · c1 torre del nero · d1 alfiere del bianco | e7 pedone del nero · b6 cavallo del bianco · c6 cavallo del bianco · e6 pedone del bianco · h6 re del bianco · a3 pedone del nero · c3 re del nero · d3 pedone del nero · e3 alfiere del bianco · h3 torre del bianco · a2 torre del bianco · c2 pedone del bianco · f2 pedone del bianco · c1 torre del nero · d1 alfiere del bianco | e7 pedone del nero · b6 cavallo del bianco · c6 cavallo del bianco · e6 pedone del bianco · h6 re del bianco · a3 pedone del nero · c3 re del nero · d3 pedone del nero · e3 alfiere del bianco · h3 torre del bianco · a2 torre del bianco · c2 pedone del bianco · f2 pedone del bianco · c1 torre del nero · d1 alfiere del bianco | e7 pedone del nero · b6 cavallo del bianco · c6 cavallo del bianco · e6 pedone del bianco · h6 re del bianco · a3 pedone del nero · c3 re del nero · d3 pedone del nero · e3 alfiere del bianco · h3 torre del bianco · a2 torre del bianco · c2 pedone del bianco · f2 pedone del bianco · c1 torre del nero · d1 alfiere del bianco | e7 pedone del nero · b6 cavallo del bianco · c6 cavallo del bianco · e6 pedone del bianco · h6 re del bianco · a3 pedone del nero · c3 re del nero · d3 pedone del nero · e3 alfiere del bianco · h3 torre del bianco · a2 torre del bianco · c2 pedone del bianco · f2 pedone del bianco · c1 torre del nero · d1 alfiere del bianco | 6 |
| 5 | e7 pedone del nero · b6 cavallo del bianco · c6 cavallo del bianco · e6 pedone del bianco · h6 re del bianco · a3 pedone del nero · c3 re del nero · d3 pedone del nero · e3 alfiere del bianco · h3 torre del bianco · a2 torre del bianco · c2 pedone del bianco · f2 pedone del bianco · c1 torre del nero · d1 alfiere del bianco | e7 pedone del nero · b6 cavallo del bianco · c6 cavallo del bianco · e6 pedone del bianco · h6 re del bianco · a3 pedone del nero · c3 re del nero · d3 pedone del nero · e3 alfiere del bianco · h3 torre del bianco · a2 torre del bianco · c2 pedone del bianco · f2 pedone del bianco · c1 torre del nero · d1 alfiere del bianco | e7 pedone del nero · b6 cavallo del bianco · c6 cavallo del bianco · e6 pedone del bianco · h6 re del bianco · a3 pedone del nero · c3 re del nero · d3 pedone del nero · e3 alfiere del bianco · h3 torre del bianco · a2 torre del bianco · c2 pedone del bianco · f2 pedone del bianco · c1 torre del nero · d1 alfiere del bianco | e7 pedone del nero · b6 cavallo del bianco · c6 cavallo del bianco · e6 pedone del bianco · h6 re del bianco · a3 pedone del nero · c3 re del nero · d3 pedone del nero · e3 alfiere del bianco · h3 torre del bianco · a2 torre del bianco · c2 pedone del bianco · f2 pedone del bianco · c1 torre del nero · d1 alfiere del bianco | e7 pedone del nero · b6 cavallo del bianco · c6 cavallo del bianco · e6 pedone del bianco · h6 re del bianco · a3 pedone del nero · c3 re del nero · d3 pedone del nero · e3 alfiere del bianco · h3 torre del bianco · a2 torre del bianco · c2 pedone del bianco · f2 pedone del bianco · c1 torre del nero · d1 alfiere del bianco | e7 pedone del nero · b6 cavallo del bianco · c6 cavallo del bianco · e6 pedone del bianco · h6 re del bianco · a3 pedone del nero · c3 re del nero · d3 pedone del nero · e3 alfiere del bianco · h3 torre del bianco · a2 torre del bianco · c2 pedone del bianco · f2 pedone del bianco · c1 torre del nero · d1 alfiere del bianco | e7 pedone del nero · b6 cavallo del bianco · c6 cavallo del bianco · e6 pedone del bianco · h6 re del bianco · a3 pedone del nero · c3 re del nero · d3 pedone del nero · e3 alfiere del bianco · h3 torre del bianco · a2 torre del bianco · c2 pedone del bianco · f2 pedone del bianco · c1 torre del nero · d1 alfiere del bianco | e7 pedone del nero · b6 cavallo del bianco · c6 cavallo del bianco · e6 pedone del bianco · h6 re del bianco · a3 pedone del nero · c3 re del nero · d3 pedone del nero · e3 alfiere del bianco · h3 torre del bianco · a2 torre del bianco · c2 pedone del bianco · f2 pedone del bianco · c1 torre del nero · d1 alfiere del bianco | 5 |
| 4 | e7 pedone del nero · b6 cavallo del bianco · c6 cavallo del bianco · e6 pedone del bianco · h6 re del bianco · a3 pedone del nero · c3 re del nero · d3 pedone del nero · e3 alfiere del bianco · h3 torre del bianco · a2 torre del bianco · c2 pedone del bianco · f2 pedone del bianco · c1 torre del nero · d1 alfiere del bianco | e7 pedone del nero · b6 cavallo del bianco · c6 cavallo del bianco · e6 pedone del bianco · h6 re del bianco · a3 pedone del nero · c3 re del nero · d3 pedone del nero · e3 alfiere del bianco · h3 torre del bianco · a2 torre del bianco · c2 pedone del bianco · f2 pedone del bianco · c1 torre del nero · d1 alfiere del bianco | e7 pedone del nero · b6 cavallo del bianco · c6 cavallo del bianco · e6 pedone del bianco · h6 re del bianco · a3 pedone del nero · c3 re del nero · d3 pedone del nero · e3 alfiere del bianco · h3 torre del bianco · a2 torre del bianco · c2 pedone del bianco · f2 pedone del bianco · c1 torre del nero · d1 alfiere del bianco | e7 pedone del nero · b6 cavallo del bianco · c6 cavallo del bianco · e6 pedone del bianco · h6 re del bianco · a3 pedone del nero · c3 re del nero · d3 pedone del nero · e3 alfiere del bianco · h3 torre del bianco · a2 torre del bianco · c2 pedone del bianco · f2 pedone del bianco · c1 torre del nero · d1 alfiere del bianco | e7 pedone del nero · b6 cavallo del bianco · c6 cavallo del bianco · e6 pedone del bianco · h6 re del bianco · a3 pedone del nero · c3 re del nero · d3 pedone del nero · e3 alfiere del bianco · h3 torre del bianco · a2 torre del bianco · c2 pedone del bianco · f2 pedone del bianco · c1 torre del nero · d1 alfiere del bianco | e7 pedone del nero · b6 cavallo del bianco · c6 cavallo del bianco · e6 pedone del bianco · h6 re del bianco · a3 pedone del nero · c3 re del nero · d3 pedone del nero · e3 alfiere del bianco · h3 torre del bianco · a2 torre del bianco · c2 pedone del bianco · f2 pedone del bianco · c1 torre del nero · d1 alfiere del bianco | e7 pedone del nero · b6 cavallo del bianco · c6 cavallo del bianco · e6 pedone del bianco · h6 re del bianco · a3 pedone del nero · c3 re del nero · d3 pedone del nero · e3 alfiere del bianco · h3 torre del bianco · a2 torre del bianco · c2 pedone del bianco · f2 pedone del bianco · c1 torre del nero · d1 alfiere del bianco | e7 pedone del nero · b6 cavallo del bianco · c6 cavallo del bianco · e6 pedone del bianco · h6 re del bianco · a3 pedone del nero · c3 re del nero · d3 pedone del nero · e3 alfiere del bianco · h3 torre del bianco · a2 torre del bianco · c2 pedone del bianco · f2 pedone del bianco · c1 torre del nero · d1 alfiere del bianco | 4 |
| 3 | e7 pedone del nero · b6 cavallo del bianco · c6 cavallo del bianco · e6 pedone del bianco · h6 re del bianco · a3 pedone del nero · c3 re del nero · d3 pedone del nero · e3 alfiere del bianco · h3 torre del bianco · a2 torre del bianco · c2 pedone del bianco · f2 pedone del bianco · c1 torre del nero · d1 alfiere del bianco | e7 pedone del nero · b6 cavallo del bianco · c6 cavallo del bianco · e6 pedone del bianco · h6 re del bianco · a3 pedone del nero · c3 re del nero · d3 pedone del nero · e3 alfiere del bianco · h3 torre del bianco · a2 torre del bianco · c2 pedone del bianco · f2 pedone del bianco · c1 torre del nero · d1 alfiere del bianco | e7 pedone del nero · b6 cavallo del bianco · c6 cavallo del bianco · e6 pedone del bianco · h6 re del bianco · a3 pedone del nero · c3 re del nero · d3 pedone del nero · e3 alfiere del bianco · h3 torre del bianco · a2 torre del bianco · c2 pedone del bianco · f2 pedone del bianco · c1 torre del nero · d1 alfiere del bianco | e7 pedone del nero · b6 cavallo del bianco · c6 cavallo del bianco · e6 pedone del bianco · h6 re del bianco · a3 pedone del nero · c3 re del nero · d3 pedone del nero · e3 alfiere del bianco · h3 torre del bianco · a2 torre del bianco · c2 pedone del bianco · f2 pedone del bianco · c1 torre del nero · d1 alfiere del bianco | e7 pedone del nero · b6 cavallo del bianco · c6 cavallo del bianco · e6 pedone del bianco · h6 re del bianco · a3 pedone del nero · c3 re del nero · d3 pedone del nero · e3 alfiere del bianco · h3 torre del bianco · a2 torre del bianco · c2 pedone del bianco · f2 pedone del bianco · c1 torre del nero · d1 alfiere del bianco | e7 pedone del nero · b6 cavallo del bianco · c6 cavallo del bianco · e6 pedone del bianco · h6 re del bianco · a3 pedone del nero · c3 re del nero · d3 pedone del nero · e3 alfiere del bianco · h3 torre del bianco · a2 torre del bianco · c2 pedone del bianco · f2 pedone del bianco · c1 torre del nero · d1 alfiere del bianco | e7 pedone del nero · b6 cavallo del bianco · c6 cavallo del bianco · e6 pedone del bianco · h6 re del bianco · a3 pedone del nero · c3 re del nero · d3 pedone del nero · e3 alfiere del bianco · h3 torre del bianco · a2 torre del bianco · c2 pedone del bianco · f2 pedone del bianco · c1 torre del nero · d1 alfiere del bianco | e7 pedone del nero · b6 cavallo del bianco · c6 cavallo del bianco · e6 pedone del bianco · h6 re del bianco · a3 pedone del nero · c3 re del nero · d3 pedone del nero · e3 alfiere del bianco · h3 torre del bianco · a2 torre del bianco · c2 pedone del bianco · f2 pedone del bianco · c1 torre del nero · d1 alfiere del bianco | 3 |
| 2 | e7 pedone del nero · b6 cavallo del bianco · c6 cavallo del bianco · e6 pedone del bianco · h6 re del bianco · a3 pedone del nero · c3 re del nero · d3 pedone del nero · e3 alfiere del bianco · h3 torre del bianco · a2 torre del bianco · c2 pedone del bianco · f2 pedone del bianco · c1 torre del nero · d1 alfiere del bianco | e7 pedone del nero · b6 cavallo del bianco · c6 cavallo del bianco · e6 pedone del bianco · h6 re del bianco · a3 pedone del nero · c3 re del nero · d3 pedone del nero · e3 alfiere del bianco · h3 torre del bianco · a2 torre del bianco · c2 pedone del bianco · f2 pedone del bianco · c1 torre del nero · d1 alfiere del bianco | e7 pedone del nero · b6 cavallo del bianco · c6 cavallo del bianco · e6 pedone del bianco · h6 re del bianco · a3 pedone del nero · c3 re del nero · d3 pedone del nero · e3 alfiere del bianco · h3 torre del bianco · a2 torre del bianco · c2 pedone del bianco · f2 pedone del bianco · c1 torre del nero · d1 alfiere del bianco | e7 pedone del nero · b6 cavallo del bianco · c6 cavallo del bianco · e6 pedone del bianco · h6 re del bianco · a3 pedone del nero · c3 re del nero · d3 pedone del nero · e3 alfiere del bianco · h3 torre del bianco · a2 torre del bianco · c2 pedone del bianco · f2 pedone del bianco · c1 torre del nero · d1 alfiere del bianco | e7 pedone del nero · b6 cavallo del bianco · c6 cavallo del bianco · e6 pedone del bianco · h6 re del bianco · a3 pedone del nero · c3 re del nero · d3 pedone del nero · e3 alfiere del bianco · h3 torre del bianco · a2 torre del bianco · c2 pedone del bianco · f2 pedone del bianco · c1 torre del nero · d1 alfiere del bianco | e7 pedone del nero · b6 cavallo del bianco · c6 cavallo del bianco · e6 pedone del bianco · h6 re del bianco · a3 pedone del nero · c3 re del nero · d3 pedone del nero · e3 alfiere del bianco · h3 torre del bianco · a2 torre del bianco · c2 pedone del bianco · f2 pedone del bianco · c1 torre del nero · d1 alfiere del bianco | e7 pedone del nero · b6 cavallo del bianco · c6 cavallo del bianco · e6 pedone del bianco · h6 re del bianco · a3 pedone del nero · c3 re del nero · d3 pedone del nero · e3 alfiere del bianco · h3 torre del bianco · a2 torre del bianco · c2 pedone del bianco · f2 pedone del bianco · c1 torre del nero · d1 alfiere del bianco | e7 pedone del nero · b6 cavallo del bianco · c6 cavallo del bianco · e6 pedone del bianco · h6 re del bianco · a3 pedone del nero · c3 re del nero · d3 pedone del nero · e3 alfiere del bianco · h3 torre del bianco · a2 torre del bianco · c2 pedone del bianco · f2 pedone del bianco · c1 torre del nero · d1 alfiere del bianco | 2 |
| 1 | e7 pedone del nero · b6 cavallo del bianco · c6 cavallo del bianco · e6 pedone del bianco · h6 re del bianco · a3 pedone del nero · c3 re del nero · d3 pedone del nero · e3 alfiere del bianco · h3 torre del bianco · a2 torre del bianco · c2 pedone del bianco · f2 pedone del bianco · c1 torre del nero · d1 alfiere del bianco | e7 pedone del nero · b6 cavallo del bianco · c6 cavallo del bianco · e6 pedone del bianco · h6 re del bianco · a3 pedone del nero · c3 re del nero · d3 pedone del nero · e3 alfiere del bianco · h3 torre del bianco · a2 torre del bianco · c2 pedone del bianco · f2 pedone del bianco · c1 torre del nero · d1 alfiere del bianco | e7 pedone del nero · b6 cavallo del bianco · c6 cavallo del bianco · e6 pedone del bianco · h6 re del bianco · a3 pedone del nero · c3 re del nero · d3 pedone del nero · e3 alfiere del bianco · h3 torre del bianco · a2 torre del bianco · c2 pedone del bianco · f2 pedone del bianco · c1 torre del nero · d1 alfiere del bianco | e7 pedone del nero · b6 cavallo del bianco · c6 cavallo del bianco · e6 pedone del bianco · h6 re del bianco · a3 pedone del nero · c3 re del nero · d3 pedone del nero · e3 alfiere del bianco · h3 torre del bianco · a2 torre del bianco · c2 pedone del bianco · f2 pedone del bianco · c1 torre del nero · d1 alfiere del bianco | e7 pedone del nero · b6 cavallo del bianco · c6 cavallo del bianco · e6 pedone del bianco · h6 re del bianco · a3 pedone del nero · c3 re del nero · d3 pedone del nero · e3 alfiere del bianco · h3 torre del bianco · a2 torre del bianco · c2 pedone del bianco · f2 pedone del bianco · c1 torre del nero · d1 alfiere del bianco | e7 pedone del nero · b6 cavallo del bianco · c6 cavallo del bianco · e6 pedone del bianco · h6 re del bianco · a3 pedone del nero · c3 re del nero · d3 pedone del nero · e3 alfiere del bianco · h3 torre del bianco · a2 torre del bianco · c2 pedone del bianco · f2 pedone del bianco · c1 torre del nero · d1 alfiere del bianco | e7 pedone del nero · b6 cavallo del bianco · c6 cavallo del bianco · e6 pedone del bianco · h6 re del bianco · a3 pedone del nero · c3 re del nero · d3 pedone del nero · e3 alfiere del bianco · h3 torre del bianco · a2 torre del bianco · c2 pedone del bianco · f2 pedone del bianco · c1 torre del nero · d1 alfiere del bianco | e7 pedone del nero · b6 cavallo del bianco · c6 cavallo del bianco · e6 pedone del bianco · h6 re del bianco · a3 pedone del nero · c3 re del nero · d3 pedone del nero · e3 alfiere del bianco · h3 torre del bianco · a2 torre del bianco · c2 pedone del bianco · f2 pedone del bianco · c1 torre del nero · d1 alfiere del bianco | 1 |
|   | a | b | c | d | e | f | g | h |   |

Soluzione:
1. Rh7!  zugzwang
Alcune varianti:

1... Ta1 2. Ac1 ∼ 3. Txd3#

1... Tb1 2. Txa3+ Tb3 3. Txb3#

1... Txc2 2. Axc2 d2 3. Ah6#

|   | a | b | c | d | e | f | g | h |   |
| 8 | e8 re del bianco · b6 pedone del nero · c6 torre del bianco · e6 pedone del nero · a5 pedone del bianco · f5 pedone del nero · e4 re del nero · f4 alfiere del bianco · h4 pedone del nero · e3 cavallo del bianco · f3 pedone del nero · a2 alfiere del nero · c2 pedone del bianco · h2 pedone del bianco · b1 alfiere del bianco · c1 alfiere del nero · g1 donna del bianco | e8 re del bianco · b6 pedone del nero · c6 torre del bianco · e6 pedone del nero · a5 pedone del bianco · f5 pedone del nero · e4 re del nero · f4 alfiere del bianco · h4 pedone del nero · e3 cavallo del bianco · f3 pedone del nero · a2 alfiere del nero · c2 pedone del bianco · h2 pedone del bianco · b1 alfiere del bianco · c1 alfiere del nero · g1 donna del bianco | e8 re del bianco · b6 pedone del nero · c6 torre del bianco · e6 pedone del nero · a5 pedone del bianco · f5 pedone del nero · e4 re del nero · f4 alfiere del bianco · h4 pedone del nero · e3 cavallo del bianco · f3 pedone del nero · a2 alfiere del nero · c2 pedone del bianco · h2 pedone del bianco · b1 alfiere del bianco · c1 alfiere del nero · g1 donna del bianco | e8 re del bianco · b6 pedone del nero · c6 torre del bianco · e6 pedone del nero · a5 pedone del bianco · f5 pedone del nero · e4 re del nero · f4 alfiere del bianco · h4 pedone del nero · e3 cavallo del bianco · f3 pedone del nero · a2 alfiere del nero · c2 pedone del bianco · h2 pedone del bianco · b1 alfiere del bianco · c1 alfiere del nero · g1 donna del bianco | e8 re del bianco · b6 pedone del nero · c6 torre del bianco · e6 pedone del nero · a5 pedone del bianco · f5 pedone del nero · e4 re del nero · f4 alfiere del bianco · h4 pedone del nero · e3 cavallo del bianco · f3 pedone del nero · a2 alfiere del nero · c2 pedone del bianco · h2 pedone del bianco · b1 alfiere del bianco · c1 alfiere del nero · g1 donna del bianco | e8 re del bianco · b6 pedone del nero · c6 torre del bianco · e6 pedone del nero · a5 pedone del bianco · f5 pedone del nero · e4 re del nero · f4 alfiere del bianco · h4 pedone del nero · e3 cavallo del bianco · f3 pedone del nero · a2 alfiere del nero · c2 pedone del bianco · h2 pedone del bianco · b1 alfiere del bianco · c1 alfiere del nero · g1 donna del bianco | e8 re del bianco · b6 pedone del nero · c6 torre del bianco · e6 pedone del nero · a5 pedone del bianco · f5 pedone del nero · e4 re del nero · f4 alfiere del bianco · h4 pedone del nero · e3 cavallo del bianco · f3 pedone del nero · a2 alfiere del nero · c2 pedone del bianco · h2 pedone del bianco · b1 alfiere del bianco · c1 alfiere del nero · g1 donna del bianco | e8 re del bianco · b6 pedone del nero · c6 torre del bianco · e6 pedone del nero · a5 pedone del bianco · f5 pedone del nero · e4 re del nero · f4 alfiere del bianco · h4 pedone del nero · e3 cavallo del bianco · f3 pedone del nero · a2 alfiere del nero · c2 pedone del bianco · h2 pedone del bianco · b1 alfiere del bianco · c1 alfiere del nero · g1 donna del bianco | 8 |
| 7 | e8 re del bianco · b6 pedone del nero · c6 torre del bianco · e6 pedone del nero · a5 pedone del bianco · f5 pedone del nero · e4 re del nero · f4 alfiere del bianco · h4 pedone del nero · e3 cavallo del bianco · f3 pedone del nero · a2 alfiere del nero · c2 pedone del bianco · h2 pedone del bianco · b1 alfiere del bianco · c1 alfiere del nero · g1 donna del bianco | e8 re del bianco · b6 pedone del nero · c6 torre del bianco · e6 pedone del nero · a5 pedone del bianco · f5 pedone del nero · e4 re del nero · f4 alfiere del bianco · h4 pedone del nero · e3 cavallo del bianco · f3 pedone del nero · a2 alfiere del nero · c2 pedone del bianco · h2 pedone del bianco · b1 alfiere del bianco · c1 alfiere del nero · g1 donna del bianco | e8 re del bianco · b6 pedone del nero · c6 torre del bianco · e6 pedone del nero · a5 pedone del bianco · f5 pedone del nero · e4 re del nero · f4 alfiere del bianco · h4 pedone del nero · e3 cavallo del bianco · f3 pedone del nero · a2 alfiere del nero · c2 pedone del bianco · h2 pedone del bianco · b1 alfiere del bianco · c1 alfiere del nero · g1 donna del bianco | e8 re del bianco · b6 pedone del nero · c6 torre del bianco · e6 pedone del nero · a5 pedone del bianco · f5 pedone del nero · e4 re del nero · f4 alfiere del bianco · h4 pedone del nero · e3 cavallo del bianco · f3 pedone del nero · a2 alfiere del nero · c2 pedone del bianco · h2 pedone del bianco · b1 alfiere del bianco · c1 alfiere del nero · g1 donna del bianco | e8 re del bianco · b6 pedone del nero · c6 torre del bianco · e6 pedone del nero · a5 pedone del bianco · f5 pedone del nero · e4 re del nero · f4 alfiere del bianco · h4 pedone del nero · e3 cavallo del bianco · f3 pedone del nero · a2 alfiere del nero · c2 pedone del bianco · h2 pedone del bianco · b1 alfiere del bianco · c1 alfiere del nero · g1 donna del bianco | e8 re del bianco · b6 pedone del nero · c6 torre del bianco · e6 pedone del nero · a5 pedone del bianco · f5 pedone del nero · e4 re del nero · f4 alfiere del bianco · h4 pedone del nero · e3 cavallo del bianco · f3 pedone del nero · a2 alfiere del nero · c2 pedone del bianco · h2 pedone del bianco · b1 alfiere del bianco · c1 alfiere del nero · g1 donna del bianco | e8 re del bianco · b6 pedone del nero · c6 torre del bianco · e6 pedone del nero · a5 pedone del bianco · f5 pedone del nero · e4 re del nero · f4 alfiere del bianco · h4 pedone del nero · e3 cavallo del bianco · f3 pedone del nero · a2 alfiere del nero · c2 pedone del bianco · h2 pedone del bianco · b1 alfiere del bianco · c1 alfiere del nero · g1 donna del bianco | e8 re del bianco · b6 pedone del nero · c6 torre del bianco · e6 pedone del nero · a5 pedone del bianco · f5 pedone del nero · e4 re del nero · f4 alfiere del bianco · h4 pedone del nero · e3 cavallo del bianco · f3 pedone del nero · a2 alfiere del nero · c2 pedone del bianco · h2 pedone del bianco · b1 alfiere del bianco · c1 alfiere del nero · g1 donna del bianco | 7 |
| 6 | e8 re del bianco · b6 pedone del nero · c6 torre del bianco · e6 pedone del nero · a5 pedone del bianco · f5 pedone del nero · e4 re del nero · f4 alfiere del bianco · h4 pedone del nero · e3 cavallo del bianco · f3 pedone del nero · a2 alfiere del nero · c2 pedone del bianco · h2 pedone del bianco · b1 alfiere del bianco · c1 alfiere del nero · g1 donna del bianco | e8 re del bianco · b6 pedone del nero · c6 torre del bianco · e6 pedone del nero · a5 pedone del bianco · f5 pedone del nero · e4 re del nero · f4 alfiere del bianco · h4 pedone del nero · e3 cavallo del bianco · f3 pedone del nero · a2 alfiere del nero · c2 pedone del bianco · h2 pedone del bianco · b1 alfiere del bianco · c1 alfiere del nero · g1 donna del bianco | e8 re del bianco · b6 pedone del nero · c6 torre del bianco · e6 pedone del nero · a5 pedone del bianco · f5 pedone del nero · e4 re del nero · f4 alfiere del bianco · h4 pedone del nero · e3 cavallo del bianco · f3 pedone del nero · a2 alfiere del nero · c2 pedone del bianco · h2 pedone del bianco · b1 alfiere del bianco · c1 alfiere del nero · g1 donna del bianco | e8 re del bianco · b6 pedone del nero · c6 torre del bianco · e6 pedone del nero · a5 pedone del bianco · f5 pedone del nero · e4 re del nero · f4 alfiere del bianco · h4 pedone del nero · e3 cavallo del bianco · f3 pedone del nero · a2 alfiere del nero · c2 pedone del bianco · h2 pedone del bianco · b1 alfiere del bianco · c1 alfiere del nero · g1 donna del bianco | e8 re del bianco · b6 pedone del nero · c6 torre del bianco · e6 pedone del nero · a5 pedone del bianco · f5 pedone del nero · e4 re del nero · f4 alfiere del bianco · h4 pedone del nero · e3 cavallo del bianco · f3 pedone del nero · a2 alfiere del nero · c2 pedone del bianco · h2 pedone del bianco · b1 alfiere del bianco · c1 alfiere del nero · g1 donna del bianco | e8 re del bianco · b6 pedone del nero · c6 torre del bianco · e6 pedone del nero · a5 pedone del bianco · f5 pedone del nero · e4 re del nero · f4 alfiere del bianco · h4 pedone del nero · e3 cavallo del bianco · f3 pedone del nero · a2 alfiere del nero · c2 pedone del bianco · h2 pedone del bianco · b1 alfiere del bianco · c1 alfiere del nero · g1 donna del bianco | e8 re del bianco · b6 pedone del nero · c6 torre del bianco · e6 pedone del nero · a5 pedone del bianco · f5 pedone del nero · e4 re del nero · f4 alfiere del bianco · h4 pedone del nero · e3 cavallo del bianco · f3 pedone del nero · a2 alfiere del nero · c2 pedone del bianco · h2 pedone del bianco · b1 alfiere del bianco · c1 alfiere del nero · g1 donna del bianco | e8 re del bianco · b6 pedone del nero · c6 torre del bianco · e6 pedone del nero · a5 pedone del bianco · f5 pedone del nero · e4 re del nero · f4 alfiere del bianco · h4 pedone del nero · e3 cavallo del bianco · f3 pedone del nero · a2 alfiere del nero · c2 pedone del bianco · h2 pedone del bianco · b1 alfiere del bianco · c1 alfiere del nero · g1 donna del bianco | 6 |
| 5 | e8 re del bianco · b6 pedone del nero · c6 torre del bianco · e6 pedone del nero · a5 pedone del bianco · f5 pedone del nero · e4 re del nero · f4 alfiere del bianco · h4 pedone del nero · e3 cavallo del bianco · f3 pedone del nero · a2 alfiere del nero · c2 pedone del bianco · h2 pedone del bianco · b1 alfiere del bianco · c1 alfiere del nero · g1 donna del bianco | e8 re del bianco · b6 pedone del nero · c6 torre del bianco · e6 pedone del nero · a5 pedone del bianco · f5 pedone del nero · e4 re del nero · f4 alfiere del bianco · h4 pedone del nero · e3 cavallo del bianco · f3 pedone del nero · a2 alfiere del nero · c2 pedone del bianco · h2 pedone del bianco · b1 alfiere del bianco · c1 alfiere del nero · g1 donna del bianco | e8 re del bianco · b6 pedone del nero · c6 torre del bianco · e6 pedone del nero · a5 pedone del bianco · f5 pedone del nero · e4 re del nero · f4 alfiere del bianco · h4 pedone del nero · e3 cavallo del bianco · f3 pedone del nero · a2 alfiere del nero · c2 pedone del bianco · h2 pedone del bianco · b1 alfiere del bianco · c1 alfiere del nero · g1 donna del bianco | e8 re del bianco · b6 pedone del nero · c6 torre del bianco · e6 pedone del nero · a5 pedone del bianco · f5 pedone del nero · e4 re del nero · f4 alfiere del bianco · h4 pedone del nero · e3 cavallo del bianco · f3 pedone del nero · a2 alfiere del nero · c2 pedone del bianco · h2 pedone del bianco · b1 alfiere del bianco · c1 alfiere del nero · g1 donna del bianco | e8 re del bianco · b6 pedone del nero · c6 torre del bianco · e6 pedone del nero · a5 pedone del bianco · f5 pedone del nero · e4 re del nero · f4 alfiere del bianco · h4 pedone del nero · e3 cavallo del bianco · f3 pedone del nero · a2 alfiere del nero · c2 pedone del bianco · h2 pedone del bianco · b1 alfiere del bianco · c1 alfiere del nero · g1 donna del bianco | e8 re del bianco · b6 pedone del nero · c6 torre del bianco · e6 pedone del nero · a5 pedone del bianco · f5 pedone del nero · e4 re del nero · f4 alfiere del bianco · h4 pedone del nero · e3 cavallo del bianco · f3 pedone del nero · a2 alfiere del nero · c2 pedone del bianco · h2 pedone del bianco · b1 alfiere del bianco · c1 alfiere del nero · g1 donna del bianco | e8 re del bianco · b6 pedone del nero · c6 torre del bianco · e6 pedone del nero · a5 pedone del bianco · f5 pedone del nero · e4 re del nero · f4 alfiere del bianco · h4 pedone del nero · e3 cavallo del bianco · f3 pedone del nero · a2 alfiere del nero · c2 pedone del bianco · h2 pedone del bianco · b1 alfiere del bianco · c1 alfiere del nero · g1 donna del bianco | e8 re del bianco · b6 pedone del nero · c6 torre del bianco · e6 pedone del nero · a5 pedone del bianco · f5 pedone del nero · e4 re del nero · f4 alfiere del bianco · h4 pedone del nero · e3 cavallo del bianco · f3 pedone del nero · a2 alfiere del nero · c2 pedone del bianco · h2 pedone del bianco · b1 alfiere del bianco · c1 alfiere del nero · g1 donna del bianco | 5 |
| 4 | e8 re del bianco · b6 pedone del nero · c6 torre del bianco · e6 pedone del nero · a5 pedone del bianco · f5 pedone del nero · e4 re del nero · f4 alfiere del bianco · h4 pedone del nero · e3 cavallo del bianco · f3 pedone del nero · a2 alfiere del nero · c2 pedone del bianco · h2 pedone del bianco · b1 alfiere del bianco · c1 alfiere del nero · g1 donna del bianco | e8 re del bianco · b6 pedone del nero · c6 torre del bianco · e6 pedone del nero · a5 pedone del bianco · f5 pedone del nero · e4 re del nero · f4 alfiere del bianco · h4 pedone del nero · e3 cavallo del bianco · f3 pedone del nero · a2 alfiere del nero · c2 pedone del bianco · h2 pedone del bianco · b1 alfiere del bianco · c1 alfiere del nero · g1 donna del bianco | e8 re del bianco · b6 pedone del nero · c6 torre del bianco · e6 pedone del nero · a5 pedone del bianco · f5 pedone del nero · e4 re del nero · f4 alfiere del bianco · h4 pedone del nero · e3 cavallo del bianco · f3 pedone del nero · a2 alfiere del nero · c2 pedone del bianco · h2 pedone del bianco · b1 alfiere del bianco · c1 alfiere del nero · g1 donna del bianco | e8 re del bianco · b6 pedone del nero · c6 torre del bianco · e6 pedone del nero · a5 pedone del bianco · f5 pedone del nero · e4 re del nero · f4 alfiere del bianco · h4 pedone del nero · e3 cavallo del bianco · f3 pedone del nero · a2 alfiere del nero · c2 pedone del bianco · h2 pedone del bianco · b1 alfiere del bianco · c1 alfiere del nero · g1 donna del bianco | e8 re del bianco · b6 pedone del nero · c6 torre del bianco · e6 pedone del nero · a5 pedone del bianco · f5 pedone del nero · e4 re del nero · f4 alfiere del bianco · h4 pedone del nero · e3 cavallo del bianco · f3 pedone del nero · a2 alfiere del nero · c2 pedone del bianco · h2 pedone del bianco · b1 alfiere del bianco · c1 alfiere del nero · g1 donna del bianco | e8 re del bianco · b6 pedone del nero · c6 torre del bianco · e6 pedone del nero · a5 pedone del bianco · f5 pedone del nero · e4 re del nero · f4 alfiere del bianco · h4 pedone del nero · e3 cavallo del bianco · f3 pedone del nero · a2 alfiere del nero · c2 pedone del bianco · h2 pedone del bianco · b1 alfiere del bianco · c1 alfiere del nero · g1 donna del bianco | e8 re del bianco · b6 pedone del nero · c6 torre del bianco · e6 pedone del nero · a5 pedone del bianco · f5 pedone del nero · e4 re del nero · f4 alfiere del bianco · h4 pedone del nero · e3 cavallo del bianco · f3 pedone del nero · a2 alfiere del nero · c2 pedone del bianco · h2 pedone del bianco · b1 alfiere del bianco · c1 alfiere del nero · g1 donna del bianco | e8 re del bianco · b6 pedone del nero · c6 torre del bianco · e6 pedone del nero · a5 pedone del bianco · f5 pedone del nero · e4 re del nero · f4 alfiere del bianco · h4 pedone del nero · e3 cavallo del bianco · f3 pedone del nero · a2 alfiere del nero · c2 pedone del bianco · h2 pedone del bianco · b1 alfiere del bianco · c1 alfiere del nero · g1 donna del bianco | 4 |
| 3 | e8 re del bianco · b6 pedone del nero · c6 torre del bianco · e6 pedone del nero · a5 pedone del bianco · f5 pedone del nero · e4 re del nero · f4 alfiere del bianco · h4 pedone del nero · e3 cavallo del bianco · f3 pedone del nero · a2 alfiere del nero · c2 pedone del bianco · h2 pedone del bianco · b1 alfiere del bianco · c1 alfiere del nero · g1 donna del bianco | e8 re del bianco · b6 pedone del nero · c6 torre del bianco · e6 pedone del nero · a5 pedone del bianco · f5 pedone del nero · e4 re del nero · f4 alfiere del bianco · h4 pedone del nero · e3 cavallo del bianco · f3 pedone del nero · a2 alfiere del nero · c2 pedone del bianco · h2 pedone del bianco · b1 alfiere del bianco · c1 alfiere del nero · g1 donna del bianco | e8 re del bianco · b6 pedone del nero · c6 torre del bianco · e6 pedone del nero · a5 pedone del bianco · f5 pedone del nero · e4 re del nero · f4 alfiere del bianco · h4 pedone del nero · e3 cavallo del bianco · f3 pedone del nero · a2 alfiere del nero · c2 pedone del bianco · h2 pedone del bianco · b1 alfiere del bianco · c1 alfiere del nero · g1 donna del bianco | e8 re del bianco · b6 pedone del nero · c6 torre del bianco · e6 pedone del nero · a5 pedone del bianco · f5 pedone del nero · e4 re del nero · f4 alfiere del bianco · h4 pedone del nero · e3 cavallo del bianco · f3 pedone del nero · a2 alfiere del nero · c2 pedone del bianco · h2 pedone del bianco · b1 alfiere del bianco · c1 alfiere del nero · g1 donna del bianco | e8 re del bianco · b6 pedone del nero · c6 torre del bianco · e6 pedone del nero · a5 pedone del bianco · f5 pedone del nero · e4 re del nero · f4 alfiere del bianco · h4 pedone del nero · e3 cavallo del bianco · f3 pedone del nero · a2 alfiere del nero · c2 pedone del bianco · h2 pedone del bianco · b1 alfiere del bianco · c1 alfiere del nero · g1 donna del bianco | e8 re del bianco · b6 pedone del nero · c6 torre del bianco · e6 pedone del nero · a5 pedone del bianco · f5 pedone del nero · e4 re del nero · f4 alfiere del bianco · h4 pedone del nero · e3 cavallo del bianco · f3 pedone del nero · a2 alfiere del nero · c2 pedone del bianco · h2 pedone del bianco · b1 alfiere del bianco · c1 alfiere del nero · g1 donna del bianco | e8 re del bianco · b6 pedone del nero · c6 torre del bianco · e6 pedone del nero · a5 pedone del bianco · f5 pedone del nero · e4 re del nero · f4 alfiere del bianco · h4 pedone del nero · e3 cavallo del bianco · f3 pedone del nero · a2 alfiere del nero · c2 pedone del bianco · h2 pedone del bianco · b1 alfiere del bianco · c1 alfiere del nero · g1 donna del bianco | e8 re del bianco · b6 pedone del nero · c6 torre del bianco · e6 pedone del nero · a5 pedone del bianco · f5 pedone del nero · e4 re del nero · f4 alfiere del bianco · h4 pedone del nero · e3 cavallo del bianco · f3 pedone del nero · a2 alfiere del nero · c2 pedone del bianco · h2 pedone del bianco · b1 alfiere del bianco · c1 alfiere del nero · g1 donna del bianco | 3 |
| 2 | e8 re del bianco · b6 pedone del nero · c6 torre del bianco · e6 pedone del nero · a5 pedone del bianco · f5 pedone del nero · e4 re del nero · f4 alfiere del bianco · h4 pedone del nero · e3 cavallo del bianco · f3 pedone del nero · a2 alfiere del nero · c2 pedone del bianco · h2 pedone del bianco · b1 alfiere del bianco · c1 alfiere del nero · g1 donna del bianco | e8 re del bianco · b6 pedone del nero · c6 torre del bianco · e6 pedone del nero · a5 pedone del bianco · f5 pedone del nero · e4 re del nero · f4 alfiere del bianco · h4 pedone del nero · e3 cavallo del bianco · f3 pedone del nero · a2 alfiere del nero · c2 pedone del bianco · h2 pedone del bianco · b1 alfiere del bianco · c1 alfiere del nero · g1 donna del bianco | e8 re del bianco · b6 pedone del nero · c6 torre del bianco · e6 pedone del nero · a5 pedone del bianco · f5 pedone del nero · e4 re del nero · f4 alfiere del bianco · h4 pedone del nero · e3 cavallo del bianco · f3 pedone del nero · a2 alfiere del nero · c2 pedone del bianco · h2 pedone del bianco · b1 alfiere del bianco · c1 alfiere del nero · g1 donna del bianco | e8 re del bianco · b6 pedone del nero · c6 torre del bianco · e6 pedone del nero · a5 pedone del bianco · f5 pedone del nero · e4 re del nero · f4 alfiere del bianco · h4 pedone del nero · e3 cavallo del bianco · f3 pedone del nero · a2 alfiere del nero · c2 pedone del bianco · h2 pedone del bianco · b1 alfiere del bianco · c1 alfiere del nero · g1 donna del bianco | e8 re del bianco · b6 pedone del nero · c6 torre del bianco · e6 pedone del nero · a5 pedone del bianco · f5 pedone del nero · e4 re del nero · f4 alfiere del bianco · h4 pedone del nero · e3 cavallo del bianco · f3 pedone del nero · a2 alfiere del nero · c2 pedone del bianco · h2 pedone del bianco · b1 alfiere del bianco · c1 alfiere del nero · g1 donna del bianco | e8 re del bianco · b6 pedone del nero · c6 torre del bianco · e6 pedone del nero · a5 pedone del bianco · f5 pedone del nero · e4 re del nero · f4 alfiere del bianco · h4 pedone del nero · e3 cavallo del bianco · f3 pedone del nero · a2 alfiere del nero · c2 pedone del bianco · h2 pedone del bianco · b1 alfiere del bianco · c1 alfiere del nero · g1 donna del bianco | e8 re del bianco · b6 pedone del nero · c6 torre del bianco · e6 pedone del nero · a5 pedone del bianco · f5 pedone del nero · e4 re del nero · f4 alfiere del bianco · h4 pedone del nero · e3 cavallo del bianco · f3 pedone del nero · a2 alfiere del nero · c2 pedone del bianco · h2 pedone del bianco · b1 alfiere del bianco · c1 alfiere del nero · g1 donna del bianco | e8 re del bianco · b6 pedone del nero · c6 torre del bianco · e6 pedone del nero · a5 pedone del bianco · f5 pedone del nero · e4 re del nero · f4 alfiere del bianco · h4 pedone del nero · e3 cavallo del bianco · f3 pedone del nero · a2 alfiere del nero · c2 pedone del bianco · h2 pedone del bianco · b1 alfiere del bianco · c1 alfiere del nero · g1 donna del bianco | 2 |
| 1 | e8 re del bianco · b6 pedone del nero · c6 torre del bianco · e6 pedone del nero · a5 pedone del bianco · f5 pedone del nero · e4 re del nero · f4 alfiere del bianco · h4 pedone del nero · e3 cavallo del bianco · f3 pedone del nero · a2 alfiere del nero · c2 pedone del bianco · h2 pedone del bianco · b1 alfiere del bianco · c1 alfiere del nero · g1 donna del bianco | e8 re del bianco · b6 pedone del nero · c6 torre del bianco · e6 pedone del nero · a5 pedone del bianco · f5 pedone del nero · e4 re del nero · f4 alfiere del bianco · h4 pedone del nero · e3 cavallo del bianco · f3 pedone del nero · a2 alfiere del nero · c2 pedone del bianco · h2 pedone del bianco · b1 alfiere del bianco · c1 alfiere del nero · g1 donna del bianco | e8 re del bianco · b6 pedone del nero · c6 torre del bianco · e6 pedone del nero · a5 pedone del bianco · f5 pedone del nero · e4 re del nero · f4 alfiere del bianco · h4 pedone del nero · e3 cavallo del bianco · f3 pedone del nero · a2 alfiere del nero · c2 pedone del bianco · h2 pedone del bianco · b1 alfiere del bianco · c1 alfiere del nero · g1 donna del bianco | e8 re del bianco · b6 pedone del nero · c6 torre del bianco · e6 pedone del nero · a5 pedone del bianco · f5 pedone del nero · e4 re del nero · f4 alfiere del bianco · h4 pedone del nero · e3 cavallo del bianco · f3 pedone del nero · a2 alfiere del nero · c2 pedone del bianco · h2 pedone del bianco · b1 alfiere del bianco · c1 alfiere del nero · g1 donna del bianco | e8 re del bianco · b6 pedone del nero · c6 torre del bianco · e6 pedone del nero · a5 pedone del bianco · f5 pedone del nero · e4 re del nero · f4 alfiere del bianco · h4 pedone del nero · e3 cavallo del bianco · f3 pedone del nero · a2 alfiere del nero · c2 pedone del bianco · h2 pedone del bianco · b1 alfiere del bianco · c1 alfiere del nero · g1 donna del bianco | e8 re del bianco · b6 pedone del nero · c6 torre del bianco · e6 pedone del nero · a5 pedone del bianco · f5 pedone del nero · e4 re del nero · f4 alfiere del bianco · h4 pedone del nero · e3 cavallo del bianco · f3 pedone del nero · a2 alfiere del nero · c2 pedone del bianco · h2 pedone del bianco · b1 alfiere del bianco · c1 alfiere del nero · g1 donna del bianco | e8 re del bianco · b6 pedone del nero · c6 torre del bianco · e6 pedone del nero · a5 pedone del bianco · f5 pedone del nero · e4 re del nero · f4 alfiere del bianco · h4 pedone del nero · e3 cavallo del bianco · f3 pedone del nero · a2 alfiere del nero · c2 pedone del bianco · h2 pedone del bianco · b1 alfiere del bianco · c1 alfiere del nero · g1 donna del bianco | e8 re del bianco · b6 pedone del nero · c6 torre del bianco · e6 pedone del nero · a5 pedone del bianco · f5 pedone del nero · e4 re del nero · f4 alfiere del bianco · h4 pedone del nero · e3 cavallo del bianco · f3 pedone del nero · a2 alfiere del nero · c2 pedone del bianco · h2 pedone del bianco · b1 alfiere del bianco · c1 alfiere del nero · g1 donna del bianco | 1 |
|   | a | b | c | d | e | f | g | h |   |

Soluzione:
1. Cd5!  (min. 2. Txe6+ Rxd5 3. Aa2#)
1... exd5/Axd5  2. Dd4! Rxd4  3. c3#

1... Rxd5  2. c4+ Axc4  3. Td6#

1... Axf4  2. Cc3+ Re5  3. Dg7#

1... Ae3  2. c4+ Axb1  3. Dxe3#

1... e5  2. Cf6+ Rxf4  3. Dxc1#